# Filarmonica Statale Ciuvascia
La Filarmonica Statale Ciuvascia (in russo Чувашская государственная филармония?) è un'istituzione culturale statale di Čeboksary ed è la più antica filarmonia della Ciuvascia.

## Storia
La Filarmonica fu fondata nel 1936. Il primo direttore fu il famoso pianista e compositore Iosif Veniaminovič Ljublin. Orchestra Sinfonica di Stato, un gruppo di solisti e giocatori salterio dell'ensemble.
La Filarmonica sono stati istituiti nel 1970, costituito dai principali solisti, strumentisti, solisti, narratori.